# ماته‌وس

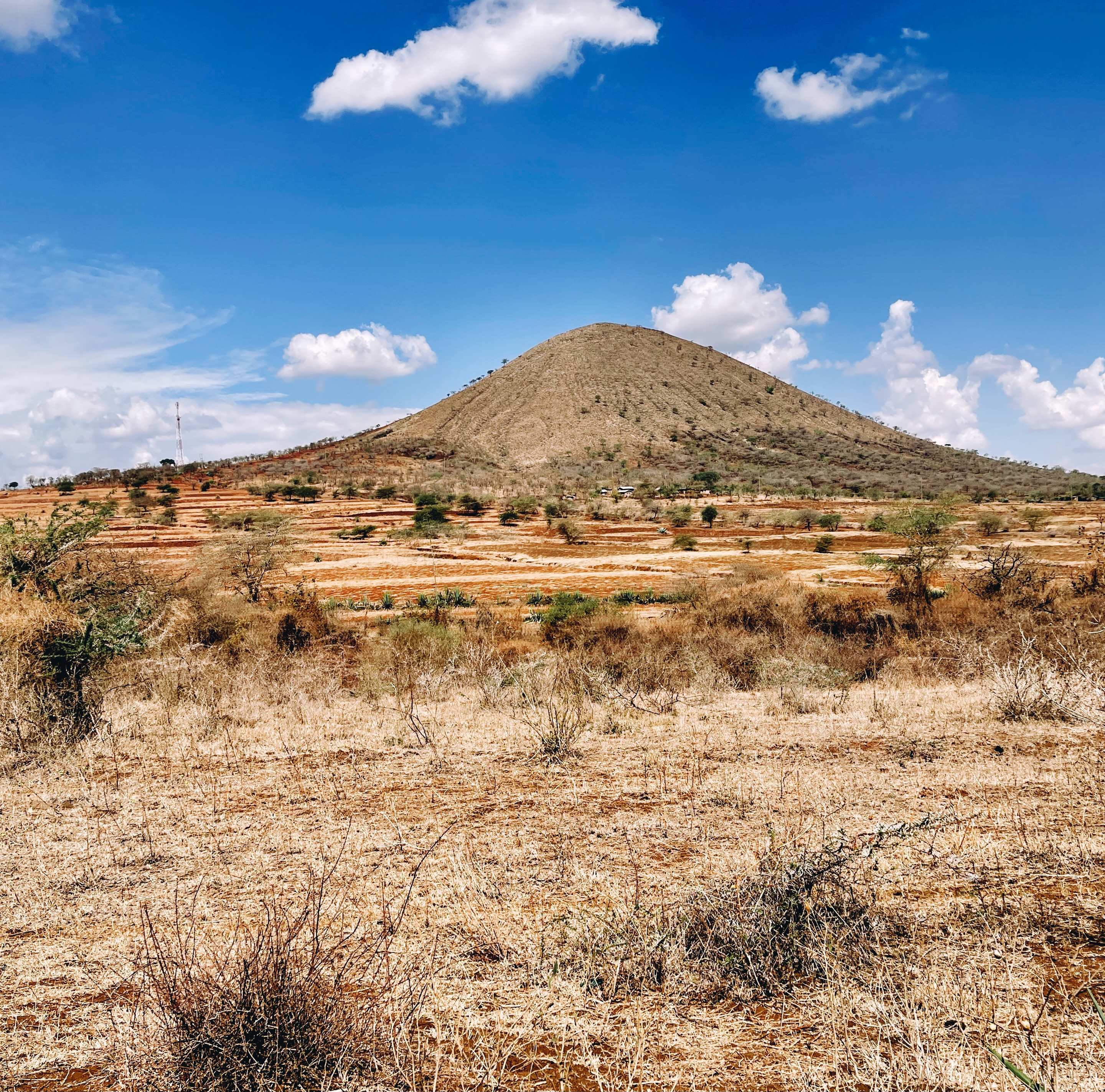
نمایی از کوه «لولجورو» در ماته‌وس، شهرستان آرومرو - ۲۰۲۱

ماته‌وس یک بخش اداری در شهرستان آرومرو از توابع استان آروشا در کشور تانزانیا است. بر پایه نتایج سرشماری عمومی نفوس و مسکن که در سال ۲۰۰۲ توسط دولت تانزانیا انجام شد جمعیت این بخش بالغ بر ۹٬۴۱۰ نفر اعلام شده‌است.